# В'єтнамська Вікіпедія
В'єтнамська Вікіпедія (в'єт. Wikipedia tiếng Việt) — розділ Вікіпедії в'єтнамською мовою.
Головним суперником в'єтнамського розділу є енциклопедичний словник В'єтнаму (Từ điển Bách khoa toàn thư Việt Nam), доступний в мережі енциклопедичний словник, що фінансується державою.
В'єтнамська Вікіпедія станом на 24 березня 2025 року знаходиться на 15 місці серед усіх 317 Вікіпедій  та містить 1 293 672 статті, 983 926 зареєстрованих користувачів, 15 адміністраторів. Загальна кількість сторінок у вʼєтнамській Вікіпедії — 19 505 225, редагувань — 72 826 910, завантажених файлів — 26 696
. Глибина (рівень розвитку мовного розділу) вʼєтнамської Вікіпедії дуже велика і становить аж 739.9 пунктів
!

## Історія
В'єтнамська Вікіпедія з'явилася в мережі в листопаді 2002 року і містила, окрім головної сторінки, статтю про ISOC. На проєкт зверталося мало уваги та внесок до нього був незначним до «підйому» у жовтні 2003 року, після чого на Вікіпедію було встановлено нове програмне забезпечення MediaWiki з підтримкою Юнікод.
26 серпня 2008 року кількість статей досягла 50 000, при цьому серед них близько 432 було створено ботами. На момент досягнення 100 000 статей (12 вересня 2009), автоматично створені становили близько 5 %. Короткі статті виділяються як «стаби»; їх число складає кілька десятків тисяч, серед яких є більшість ботостатей. Поміж найбільших за розміром Вікіпедій В'єтнамська відрізняється великою кількістю зареєстрованих користувачів, що протягом деякого часу перевищувала кількість статей, хоча наразі перебуває на етапі швидкого росту.
Проєкт використовує AVIM, редактор методу введення на основі JavaScript, що дозволяє вводити в'єтнамські діакритичні знаки популярними методами, як-то Telex та VIQR. Обрати зручну систему можна в меню під панеллю навігації.

### Хронологія
- 13 вересня 2009 року в'єтнамська вікіпедія перетнула межу в 100 000 статей.
- 7 квітня 2011 року в'єтнамська Вікіпедія перетнула межу у 200 000 статей.
- 3 лютого 2012 року в'єтнамська Вікіпедія перетнула межу в 300 000 статей.
- 12 квітня 2012 року в'єтнамська Вікіпедія перетнула межу в 400 000 статей.
- 28 вересня 2012 року в'єтнамська Вікіпедія перетнула межу в 500 000 статей.
- 4 червня 2013 року в'єтнамська Вікіпедія перетнула межу в 600 000 статей.
- 7 червня 2013 року в'єтнамська Вікіпедія перетнула межу в 700 000 статей.
- 15 червня 2014 року в'єтнамська Вікіпедія перетнула межу в 1 000 000 статей.
- 1 липня 2014 року в'єтнамська Вікіпедія перетнула межу в 1 100 000 статей і посіла 9-те місце.
- 10 квітня 2021 року в'єтнамська Вікіпедія поступилась японській та опустилась на 13-те місце.
- 1 травня 2021 року в'єтнамська Вікіпедія поступилась єгипетській арабській та опустилася на 14-те місце.
- 15 червня 2021 року в'єтнамська Вікіпедія обігнала варайську та знову піднялася на 13-те місце.
- 20 вересня 2023 в'єтнамська Вікіпедія поступилась українській та знову опустилася на 14-те місце серед усіх розділів Вікіпедії.

## Галерея

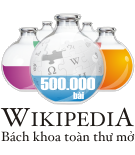
Ювілейний логотип до 500-тисячної статті
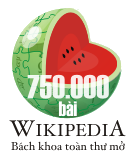
Ювілейний логотип до 750-тисячної статті